# النادي الأهلي المصري لهوكى الانزلاق
«النادي الأهلي للهوكى الانزلاق» هفريق هوكي الانزلاق بالنادي الاهلي هو أحد الفرق القليلة التي مارست تلك اللعبة في مصر ويعتبر من اقدم الفرق علي الإطلاق ممارسة لهذه اللعبة وكان الاهلي الأفضل علي الإطلاق في منطقة القاهرة في اربعنيات القرن الماضي وهو كعادة كل الفرق التي مثلت الاهلي في كل الالعاب التي طالما كانت منصات التتويج هو مكانها الوحيد.

## بطولات وإنجازات الفريق
- دوري القاهرة (5 مرات) :1946/47 - 1947/48 - 1948/49 - 1949/50 - 1956/1957

## التاريخ
تجربة هوكي الانزلاق في الاهلي هي تجربة فريدة من نوعها نظرا لصعوبة ممارسة اللعبة الا في ارضية مخصصة لها وكانت عدد الملاعب التي تصلح للممارسة هوكي الانزلاق قليلة جدا لانها مكلفة وهنا ياتي الذكاء الإداري للنادي الاهلي حيث مارس أول تجربة لنظام ال BOT في الرياضة المصرية حيث اوكل الي المقاول محمود صقر بناء ملعب للتزحلق لممارسة الهوكي أو رياضات التزحلق بشكل عام مقابل مقابل الاستفادة بحق تاجير الملعب لمدة 3 سنوات يعود فيها الإيراد لصالح محمود صقر وذلك في الفترة من 1937 حتي 1940 واستمرت هذه التجربة حتي اواخر الاربعينات
اما عن فريق هوكي الانزلاق فلقد تاسس في منتصف الاربعينات وكان الفريق كبيرا منذ يومه الأول وحصد عديد البطولات منذ تأسيسه في الأربعينات
وتاسس أيضا فريق للسيدات كان قوامه شوشة فهمي وليلي ذو الفقار وماجدة ذو الفقار ونبيلة مكاوي ومارينا استا فريدس وايلي استا فريدس وليلي شعير ودروين محمود وتهاني راشد وليلي الخشن ونادية الكرداني ونيلي وعايده وناهد وسونيا وسميرة

## الغاء نشاط اللعبة بالنادي
القرارت التقشفية التي اقرها الاهلي في عام 1968 كانت السبب الاساسي لالغاء نشاط اللعبة ففي مرحلة الستينات وصل الاهلي الي مرحلة صعبة من التعثر المالي وذلك نتج عن سوء إدارة رئيس الاهلي صلاح الدسوقي بالإضافة لحال مصر الاقتصادي في الستينات الذي تاثر بالحرب والتوترات السياسية بالإضافة الي رغبة النادي الاهلي في بناء المبني الإداري الجديدة مما جعل الإدارة تقرر في نوفمبر عام 1967 الغاء ملعب هوكي الانزلاق قبل ان تلغي نشاط اللعبة بالكامل في 1968

## تأثير الاهلي علي اللعبة في مصر
إضافة لـ كون الأهلي هو أول نادي مصرية الهوية ينشأ ملعبا ويكوّن فريقي رجال وسيدات للعبه.. ودور ذلك في نشر نشاط وقطاع ممارسة اللعبة في مصر
تأثير الأهلي إنتقل لما هو أكبر؛ بمنح اللعبة في مصر فرصة المنافسة علي صعيد أكبر؛ وهو الصعيد الدولي.. حيث شاركت مصر في ثلاثة بطولات كأس عالم للعبه بين أواخر الأربعينات ومطلع الخمسينات.. كانت أولها في 1948 وشهدت فوز كبير هو الأول دوليا علي صعيد اللعبة لمصر؛ علي هولندا بنتيجة 5-0 .. وكان تشكيل منتخب مصر وقتها يضم أغلب لاعبي الأهلي الذي كان مسيطرا علي بطولة القاهرة وقتها.. وكان الفريق يسافر علي نفقة لاعبي المنتخب الذي أغلبهم من فريق الأهلي للرجال؛ إضافة لدعم من النادي الأهلي الذي كان يخصص جزء كبير من بعض حفلاته الرياضية والفنيه لدعم سفر المنتخب حينها. 
كانت مصر قد إنضمت قبلها بعام للإتحاد الدولي للعبه بعد جهود من رئيس الاتحاد وقتها؛ ورئيس اللجنة الأوليمبيه؛ وعضو مجلس إدارة الأهلي السابق؛ ورئيسه المؤقت مسبقا؛ محمد طاهر باشا 

## الشعار
في 3 نوفمبر 1917 م، قام محمد شريف صبري بك عضو النادي وخال الملك فاروق بتصميم أول شعار للأهلي، وكان عبارة عن شكل بيضاوي مزين بتـاج الملك المصري في الطرف الأعلى وهو يرمز للحكم الملكي بمصر آنذاك، وفي الأسفل كتب (النادي الأهلي)، وفي الوسط كان النسر المحلق، وفي عام 1952 م وعقب قيام ثورة يوليو وتغيير رمز الدولة رفع الأهلى التاج عن شعاره، واقتصر على النسر. وبعدها أعلن الرئيس جمال عبد الناصر قبوله الرئاسة الشرفية للنادي الأهلي في 17 يناير عام 1956 م؛ تقديرًا للدور الوطني الذي لعبه الأهلي في مساندة الثورة وتدريب الفدائيين، وقد تم الإعلان عن الشعار الثالث في مئوية تأسيس الأهلي في 2007 م حيث تم تغييره قليلًا وأضيفت عبارة (نادي القرن) أسفله باللغة الإنجليزية.

من 1907 إلى 1952 م
من 1952 إلى 2007 م
الشعار الحالي للأهلي منذ 2007 م

## رؤساء النادي
| الرقم | الاسم                               | من             | إلى            |
| ----- | ----------------------------------- | -------------- | -------------- |
| 1     | ميشيل إنس                           | 24 إبريل 1907  | 01 إبريل 1908  |
| 2     | عزيز عزت باشا                       | 02 إبريل 1908  | 09 فبراير 1916 |
| 3     | عبد الخالق ثروت باشا                | 09 فبراير 1916 | 14 فبراير 1922 |
| 4     | جعفر والي باشا                      | 14 فبراير 1922 | 07 يوليو 1940  |
| 5     | أحمد فؤاد أنور "قائم باعمال الرئيس" | 07 يونيو 1940  | 02 نوفمبر 1941 |
| –     | جعفر والي باشا                      | 03 نوفمبر 1941 | 02 يناير 1944  |
| 6     | أحمد حسنين[ ؟ ] باشا                | 03 يناير 1944  | 19 فبراير 1947 |
| 7     | أحمد عبود باشا                      | 19 فبراير 1947 | 19 ديسمبر 1961 |
| 8     | صلاح الدين الدسوقي                  | 03 ديسمبر 1962 | 15 ديسمبر 1965 |
| 9     | الفريق عبد المحسن مرتجي             | 15 ديسمبر 1965 | 13 يوليو 1967  |
| 10    | دكتور إبراهيم كامل الوكيل           | 18 يوليو 1967  | 8 يوليو 1971   |
| –     | الفريق عبد المحسن مرتجي             | 08 يوليو 1971  | 12 ديسمبر 1980 |
| 11    | صالح سليم                           | 12 ديسمبر 1980 | 16 ديسمبر 1988 |
| 12    | محمد عبده صالح الوحش                | 16 ديسمبر 1988 | 06 فبراير 1992 |
| –     | صالح سليم                           | 06 فبراير 1992 | 06 مايو 2002   |
| 13    | حسن حمدي                            | 06 مايو 2002   | 29 مارس 2014   |
| 14    | المهندس محمود طاهر                  | 29 مارس 2014   | 30 نوفمبر 2017 |
| 15    | محمود الخطيب                        | 1 ديسمبر 2017  | إلى الآن       |

## وصلات خارجية
- الموقع الرسمي للنادي الأهلي

لم يتم العثور على روابط لمواقع التواصل الاجتماعي.